# Limnophila colophallus
Limnophila colophallus är en tvåvingeart som beskrevs av Alexander 1967. Limnophila colophallus ingår i släktet Limnophila och familjen småharkrankar. Inga underarter finns listade i Catalogue of Life.